# Mortemer (Oise)
 Mortemer  es una población y comuna francesa, en la región de Picardía, departamento de Oise, en el distrito de Compiègne y cantón de Ressons-sur-Matz.

## Demografía
| 174 | 151 | 125 | 127 | 155 | 176 |
| Para los censos de 1962 a 1999 la población legal corresponde a la población sin duplicidades (Fuente: INSEE [Consultar]) |     |     |     |     |     |